# José Javier Bustamante Bustamante
José Javier Bustamante Bustamante (Santiago de Chile, 1785 - ib. 1849) fue un político y militar independentista chileno.

## Vida en México
Ingresó en el Regimiento de Milicias de Curicó, logrando el rango de teniente en 1803. Estudió en el Colegio de Córdoba de Tucumán. Se estableció en México, junto a su deudo Anastasio Bustamante, presidente de los estados federales mexicanos, a cuyo lado ocupó los cargos de Senador y tres veces presidente del Senado de México. 
Socio honorario de la Sociedad de Amantes del País en Chiapas (1825). Allí contrajo nupcias con Concepción Petronila Fernández de la Vega, heredando la hacienda de San Cristóbal de Zacacalco, de propiedad de la familia de su esposa.

## Retorno a Chile
Regresó al país con pasaporte fechado en enero de 1833, llegando a vivir a Valparaíso. Se le nombró Gobernador Intendente de Talca (1834) y Teniente coronel graduado del Ejército de Chile.
Ministro de Guerra y Marina desde el 23 de junio de 1834 al 21 de septiembre de 1835, bajo la administración del presidente José Joaquín Prieto Vial.
Coronel del Regimiento de Caballería de Curacaví (1842), elegido Diputado por Curicó en 1846. Se retiró del Ejército en 1848 y falleció en 1849, casi terminando su mandato legislativo.